# Uwe Zimmer

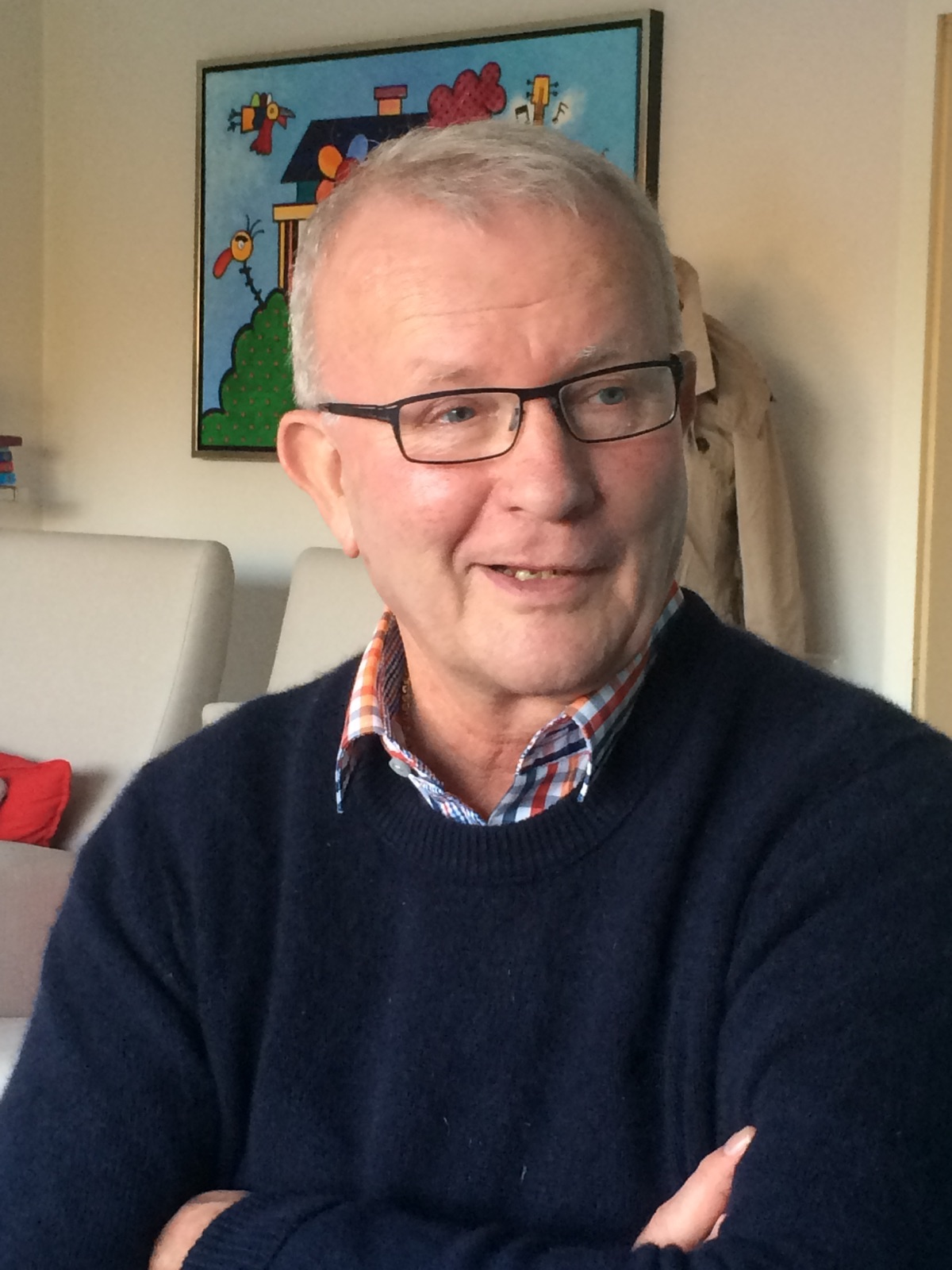
Uwe Peter Zimmer (2015)

Uwe Peter Zimmer (geboren 6. September 1951 in Reichenbach im Vogtland) ist ein Fachbuchautor und Mitautor im Bereich Bautechnik und Baustoffprüfung. Als Fachfilmproduzent produzierte er ca. 160 Filme für die Aus- und Weiterbildung an Universitäten, Hochschulen und Berufskollegs.

## Leben
Uwe Peter Zimmer wurde als Sohn eines Kriminalbeamten und einer Zahntechnikerin in Reichenbach im Vogtland geboren. Nach der Flucht über die Grenze der DDR in den Westen, zusammen mit seiner Mutter, wuchs Zimmer in Mülheim an der Ruhr auf. Nach dem Fachabitur absolvierte er ein Studium an der Universität Duisburg-Essen in Essen mit Abschluss zum Diplom-Ingenieur. Beruflich arbeitete er zunächst als Bau-Ingenieur im Baudezernat des Staatlichen Materialprüfungsamtes von Nordrhein-Westfalen (MPA) in Dortmund. Danach zwölf Jahre lang als Oberingenieur und Betontechnologe bei einem Unternehmen der Betonbranche, davon etwa fünf Jahre im Irak und in Saudi-Arabien. Für ein Jahr war er im Auftrag der Vereinten Nationen (UNIDO) projektgebunden als Regierungsberater in der Türkei für die Zementindustrie im Einsatz.
Später wechselte er zur Kontroll- und Abnahmefirme SGS-Controllco in Hamburg als Annahmeingenieur (Sen.-Inspektor). Anschließend ab 1993 selbständig mit 3 Firmen gleichzeitig:
- Ingenieurbüro für Baustofftechnologie und Laborplanung
- Fachfilmfirma „Zimmer-Film“, Technische Bau-Lehrfilme: Marktführer im Bereich Fachfilme Bau für die berufliche Ausbildung im technisch-wissenschaftlichen Bereich Bau für Berufsschulen, Hochschulen, Universitäten, Bauausbildungszenter.
- Großhandel für technisch-wissenschaftlichen Lehrbedarf.

Weiterhin war er Gesellschafter der Firma Hamburg-Dresdner Wirtschafts- und Ingenieurberatungs-Gesellschadft GmbH sowie Unternehmensberater einer Firma im Beton- und Baustoffprüfbereich.
Ab 2008 aus Krankheitsgründen Verkauf aller Firmen.
Ab 2010 nach Genesung Leitender Betontechnologe/Head of Concrete Technology, der Firma Testing, Berlin (Marktführer in Deutschland)
Er ist Mitglied im Verband Deutscher Betoningenieure(VDB), Mitglied im Verband Deutscher Schriftsteller (VdS), International Member of ASTM.
Neben dem Verfassen von Sachbüchern im Bereich Bautechnik und Baustoffprüfung hat er von 1994 bis heute etwa 150 Drehbücher für Imagefilme, Werbefilme und Unterrichtsfilme im Baubereich geschrieben und produziert.
Zimmer hat aus erster Ehe zwei Kinder und ist seit 1994 in zweiter Ehe verheiratet.

## Sachbücher (Auswahl)
- Handbuch der Betonprüfung. Band 1+2. Iken/Lackner/Zimmer/Breit/Wöhnl/Schäffel. Verlag Bau+Technik, Ratingen, 7. Auflage (2022). ISBN 978-3-7640-0630-3
- Handbuch der Betonprüfung. Iken/Lackner/Zimmer/Wöhnl/Breit. Verlag Bau+Technik, Ratingen, 6. Auflage (2012). ISBN 978-3-7640-0515-3
- Concrete testing compact - The 30 most important European (EN) tests: cement, aggregate, mortar, concrete, 1. Auflage (2017) Verlag Bau+Technik, Erkrath. ISBN 978-3-7640-0625-9
- Europäische Methoden mechanisch-physikalischer Prüfverfahren für Beton, 1. Auflage (Russisch) 2017, Fachverlag Charkow (Ukraine)
- Betonprüfung Kompakt - Die 30 wichtigsten Prüfungen in Wort und Bild. Zimmer/Reuter, 1. Auflage, Verlag Bau+Technik, Ratingen 2015. ISBN 978-3-7640-0608-2
- Krankenhaus - Chance oder tödlicher Irrtum? Zimmer/Erlei, 1. Auflage, Esch Verlag Potsdam 2013. ISBN 978-3-943760-92-7
- Handbuch der Betonprüfung. Zimmer/Wöhnl/Breit, 6. Auflage, Verlag Bau + Technik: Ratingen 2012. ISBN 978-3-7640-0515-3
- Bautechnik Grundstufe. Autorenkollektiv, Cornelsen Verlag 2009 (4. aktualisierte Auflage). ISBN 978-3-464-43021-7
- Es gibt ausgezeichnete Köpfe hier. Einfluß und Bedeutung der Freimaurerei in Hamm des 18. Jahrhunderts Verlag Kettler, Bönen, 2009. ISBN 978-3-941100-56-5
- Handbuch Berufswahl 2006/2007. Die wichtigsten Ausbildungsberufe und ihre Zukunft.Zimmer, Eichborn Verlag Frankfurt am Main 2006. ISBN 3-8218-5894-X
- Handbuch Berufswahl 2004/2005. Die wichtigsten Ausbildungsberufe und ihre Zukunft.Zimmer, Eichborn Verlag Frankfurt am Main 2004. ISBN 3-8218-3883-3
- Handbuch der Betonprüfung. Iken/Lackner/Zimmer/Wöhnl. Verlag Bau + Technik, Ratingen 2003 (5. Auflage). ISBN 3-7640-0317-0
- Handbuch Berufswahl 2002/2003. Die wichtigsten Ausbildungsberufe und ihre Zukunft. Zimmer/Hitschfel. Eichborn Verlag, Frankfurt a. M. 2002. ISBN 3-8218-3908-2
- Baustoffprüfungen. Arbeitsbuch. Prüfanleitungen und Laborberichte. Zimmer, Cornelsen Verlag, 2. Auflage, 2002. ISBN 978-3-464-43063-7
- Handbuch Berufswahl 2000. Die wichtigsten Ausbildungsberufe und ihre Zukunft. Zimmer/Hitschfel, 1. Auflage, Eichborn Verlag, Frankfurt a. M., 1999. ISBN 3-8218-1562-0
- Handbuch Berufswahl. Betriebliche Ausbildungsberufe. Zimmer/Hitschfel,  1. Auflage, Eichborn Verlag, Frankfurt a. M. 1999. ISBN 978-3-8218-1584-8
- Der richtige Ausbildungsplatz. Zimmer/Hitschfel,  1. Auflage, Eichborn Verlag, Frankfurt a. M. 1998. ISBN 3-8218-1423-3
- Berufswahl 98. Zimmer/Hitschfel,  1. Auflage, Eichborn Verlag, Frankfurt a. M. 1997. ISBN 3-8218-1422-5
- Baustoffprüfungen - Arbeitsbuch. Zimmer, 2. Auflage, Cornelsen Verlag, Berlin 1997. ISBN 978-3-464-43061-3
- Berufswahl 96. Zimmer/Hitschfel,  1. Auflage, Eichborn Verlag, Frankfurt a. M. 1995. ISBN 3-8218-1352-0
- Technologie Hochbau. Fachstufen. Autorenkollektiv, 1. Auflage, Cornelsen Verlag, Berlin 1995. ISBN 3-464-43110-X
- Handbuch der Betonprüfung. Iken/Lackner/Zimmer, 4. Auflage, Betonverlag Düsseldorf 1994 ISBN 3-7640-0317-0
- Berufswahl 94. Zimmer/Hitschfel,  1. Auflage, Eichborn Verlag, Frankfurt a. M. 1993. ISBN 3-8218-1351-2
- Berufswahl 94. Zimmer/Hitschfel, Lizenzausgabe, Bertelsmann Club GmbH, Gütersloh 1993. ISBN 978-3-8218-1351-6
- Bautechnik, Grundstufe. Autorenkollektiv, 1. Auflage, Cornelsen Verlag, Berlin 1990. ISBN 3-464-43021-9
- Berufswahl 92. Zimmer/Hitschfel,  1. Auflage, Eichborn Verlag, Frankfurt a. M. 1991. ISBN 3-8218-1350-4
- Handbuch Berufswahl 92. Zimmer/Hitschfel,  1. Auflage, Büchergilde Gutenberg, Frankfurt a. M. 1991. ISBN 3-7632-3975-8
- Handbuch Berufswahl Zimmer/Hitschfel,  1. Auflage, Eichborn Verlag, Frankfurt a. M. 1990. ISBN 3-8218-1223-0

## Fachfilme (Auswahl)
Zwischen 1994 und 2015 wurden etwa 150 Film-Drehbücher geschrieben und anschließend als Fachfilm produziert.
- Die wichtigsten Baustoffprüfungen (24 Filme)²
- Grundlagen der Bauvermessung (5 Filme)³
- Architekturstile, Bauhaus (1 Film)³
- Chronologie eines Hausbaues (20 Filme)³
- Sanierung, Beton- und Mauerwerksabbruch (5 Filme)³
- Altbausanierung (11 Filme)³
- Ökologie und Umwelt (7 Filme)³
- Technologie der Baustoffherstellung (4 Filme)²
- Allgemeine Baustoffherstellung (8 Filme)³
- Maler und Lackierer (15 Filme)*
- Produktfilme, Imagefilme (5 Filme)²
- Otmar-Alt-Imagefilme (2 Filme)**
- Friseur-Ausbildungsfilme (15 Filme)**
- Juristische Filme, Arbeitsrecht, Kündigung (1 Film)³
- Touristikfilme (5 Filme)**

## Belege
- Prospekte Fa. Zimmer
- NRW Literatur im Netz, Unna www.nrw-literatur-im-netz.de